# Murals del Sol i de la Lluna
Els Murals del sol i la lluna són una parella de murals de rajoles de ceràmica dissenyats per l'artista català Joan Miró i executats amb Josep Llorens i Artigas a partir de la proposta de 1955 per a la Seu de la Unesco a París. Instal·lats inicialment a la Place de Fontenoy, amb el temps es van traslladar a l'interior de l'edifici per a protegir-los de les inclemències del temps i de la pluja àcida.

## Història
Joan Miró i Josep Llorens Artigas es van conèixer als anys 1910 a l'escola d'art que el pintor Francesc d'Assís Galí i Fabra (1880-1965) tenia a Barcelona. A partir dels anys 1940, Miró i Josep Llorens Artigas van iniciar un duo artístic que va donar com a fruit objectes i grans murals ceràmics com aquests de la Unesco de París o el de l'Aeroport de Barcelona. Aquestes obres fusionen el lèxic mironià amb les qualitats essencials de les arts de la terra i del foc.
El 1955 responsables de la UNESCO es van posar en contacte amb Joan Miró per demanar-li si volia formar part de l'equip d'artistes que decorarien la futura seu de la institució que s'ubicaria a París. Un cop va accedir, li van atorgar les parets exteriors de l'edifici de conferències, dues parets perpendiculars de tres metres d'alt i set i quinze metres de llarg, respectivament. Miró va proposar realitzar un mural ceràmic en col·laboració amb Llorens Artigas.
El 1956 Joan Miró va començar a treballar en el mural al seu taller de Palma. L'any següent, el 1957, va anar a les coves d'Altamira amb Llorens Artigas i el seu fill Joan Gardy Artigas per inspirar-se per a la realització de l'obra, veient "els primers murals del món". També visitarien la Col·legiata de Santillana del Mar i l'art romànic del Museu d'Art de Catalunya, actual MNAC.

### Construcció
Un cop inspirats, el setembre de 1956 es van traslladar a Gallifa, al taller d'Artigas, per a procedir a preparar el gres del mural encarregat l'any anterior per a la seu de la UNESCO. Van ser necessàries 35 fornades, 25 tones de fusta, 4 tones de gres i 200 kg d'esmalt. Un cop finalitzades, les peces van ser transportades fins a París. Encara que havia treballat en grans formats, mai no ho havia fet en ceràmica. Al costat del ceramista Josep Llorens Artigas, Miró va explotar al màxim la tècnica per coure la ceràmica d'una manera que permetés obtenir un fons amb textures semblants a les pintures que el mateix Miró realitzava en aquella època. Es va decidir que la composició fos sobre els temes del «Sol» i la «Lluna», que, en paraules de Miró:
| « | … la idea d'un gran disc vermell intens s'imposa per al mur més gran. La seva rèplica al mur petit seria un quart creixent blau, dictat per l'espai més reduït, més íntim, per al qual estava previst. Aquestes dues formes que volia molt acolorides feien falta reforçar-les per un treball en relleu. Uns certs elements de la construcció, com ara la forma de les finestres, m'han inspirat les composicions en escates i les formes dels personatges. He cercat una expressió brutal al gran mur, una suggestió poètica al petit. | » |

### Inauguració
Els dos mosaics murales van ser muntats in situ per un equip de tècnics sota la supervisió directa de Miró i Llorens Artigas. Les obres es van inaugurar el novembre de 1958, al mateix temps que l'edifici on es conserven, i van rebre molt bones crítiques. Fins i tot un dels dos murals, el Mural del Sol va guanyar el Premi biennal de la Fundació Guggenheim. Posteriorment Miró tornaria a treballar per la UNESCO, dissenyant la Medalla de la UNESCO per a Pablo Picasso.

### Conservació
Inicialment, les parets estaven a l'aire lliure, però posteriorment es van traslladar a l'interior de l'edifici per tal de protegir-les dels danys causats per la pluja àcida.

## Descripció
Els Murals del Sol i de la Lluna es componien de maons vidriats de diferents mides, textures i colors, sobre els quals van pintar els traços artístics. L'obra del sol està signada Miró / ARTIGAS a la part inferior esquerra, i la de la lluna a la part inferior dreta. En el Mural de la Lluna, l'element que dona nom a l'obra destaca pel color i la textura dels maons. En aquests murals, Miró incidia en el context arquitectònic, si bé s'hi oposava a través d'un contrast harmònic. El catàleg de l'exposició Sur 4 murs de la Galeria Maeght del juny-agost de 1958, on Joan Miró participà, inclogué un text seu titulat «La meva última obra és una paret» («Ma dernière œuvre est un mur», en referència a aquests murals.
| «                        | Les formes mêmes des édifices, leur organisation spatiales, les conditions de lumière m'ont suggéré les formes et les couleurs de mes murs. Je voulais inscrire mon œuvre dans l'ensemble en cherchant le contraste avec l'architecture. Ainsi, en réaction contre les immenses parois de béton qui l'entourent, l'idée d'un grand disque d'un rouge puissant s'imposa pour le grans mur. Sa réplique sur le petit mur serait un croissant bleu, dicté par l'espace plus restreint, plus intime, dans lequel il était prevu. […] Ces deux formes, que je voulais très colorées, devaient être encore renforcées par un travail en creux. Des éléments de détail de la construction, tel le dessin des fenêtres, m'ont inspiré les compositions en damier et les formes des personnages. J'ai cherché une expression brutale dans le grand mur, une suggestion plus poétique dans le petit. A l'intérieur de chaque composition, je cherchais également un contraste en opposant au graphisme noir, brutal et dynamique, des formes calmes colorées en aplats ou en damiers. | » |
| — Joan Miró (en francès) | |   |

## Premis i reconeixements
- 1958 - Premi biennal de la Fundació Guggenheim[12][16] (pel Mural del Sol)